# Kevin Angulo
Kevin Angulo, vollständiger Name Kevin Arley Angulo Quiñónes, (* 12. April 1996 in Tumaco, Kolumbien) ist ein kolumbianischer ehemaliger Fußballspieler.

## Karriere
Der 1,73 Meter große Mittelfeldakteur Angulo wechselte im Januar 2016 vom Millonarios FC zum Club Atlético Torque. In der Spielzeit 2015/16 bestritt er dort drei Partien in der Segunda División. Einen Treffer erzielte er dabei nicht. In der Saison 2016 kam er in zwei Begegnungen (kein Tor) der zweithöchsten uruguayischen Spielklasse zum Einsatz. Seit 2017 stand Angulo bei Avaí FC aus Florianópolis unter Vertrag. Der Verein lieh ihn zwei Mal aus und beendete zum Jahreswechsel 2018/19 die Zusammenarbeit.